# Jiří Lundák
Jiří Lundák (Prága, 1939. augusztus 31. –) Európa-bajnoki és olimpiai bronzérmes cseh evezős.

## Pályafutása
Az 1960-as római olimpián és az 1964-es tokiói olimpián nyolcasban bronzérmes lett. Az Európa-bajnokságokon egy bronzérmet szerzett.

## Sikerei, díjai
- Olimpiai játékok – nyolcas
  - bronzérmes (2): 1960, Róma, 1964, Tokió
- Európa-bajnokság – nyolcas
  - bronzérmes: 1963